# Chuntaoxiang (sockenhuvudort i Kina, Jiangxi Sheng, lat 28,35, long 116,83)
Chuntaoxiang är en sockenhuvudort i Kina. Den ligger i provinsen Jiangxi, i den sydöstra delen av landet, omkring 100 kilometer öster om provinshuvudstaden Nanchang. Antalet invånare är 31 561. Befolkningen består av 14 794 kvinnor och 16 767 män. Barn under 15 år utgör 23,0 %, vuxna 15-64 år 69 %, och äldre över 65 år 7,0 %.
Runt Chuntaoxiang är det tätbefolkat, med 331 invånare per kvadratkilometer. Närmaste större samhälle är Yujiangxian, 15,7 km söder om Chuntaoxiang. Trakten runt Chuntaoxiang består till största delen av jordbruksmark.
Genomsnittlig årsnederbörd är 2 491 millimeter. Den regnigaste månaden är juni, med i genomsnitt 454 mm nederbörd, och den torraste är oktober, med 26 mm nederbörd.